# David Barstow
David Barstow (Boston, 21 gennaio 1963) è un giornalista statunitense.
Ha vinto quattro premi Pulitzer dal 2005, tutti legati al suo lavoro con The New York Times, ed è stato tre volte finalista del Premio Pulitzer negli anni '90, durante i servizi per il Tampa Bay Times.

## Biografia e lavoro
Nato a Boston, nel 1986 ha conseguito la laurea presso la Medil School of Journalism della Northwestern University. Barstow lavora per il New York Times dal 1999 ed è giornalista investigativo dal 2002.
David ha lavorato per il Tampa Bay Times in Florida, dove è stato finalista per tre premi Pulitzer nel 1997 e nel 1998.
Il New York Times ha vinto il Premio Pulitzer per la performance pubblica nel 2004, citando "il lavoro di David Barstow e Lowell Bergman, che hanno esaminato incessantemente morti e feriti tra i lavoratori americani e hanno accusato i datori di lavoro di violare le regole di sicurezza di base".
Nel 2009, Barstow ha vinto il Premio Pulitzer per i rapporti investigativi mentre lavorava per il Times per la sua persistente segnalazione di alcuni pensionati che lavoravano con il Pentagono alla radio e alla televisione, e alcuni avevano anche rapporti non divulgati”.
Una delle tre storie presentate per il Premio Pulitzer è stato il rapporto di ricerca "The Message Machine: Television Analytics, the Pentagon's Hidden Hand" (20 aprile 2008). Barstow ha riferito che il Dipartimento della Difesa ha reclutato più di 75 militari in pensione, alcuni dei quali avevano legami non divulgati con appaltatori della difesa, ed è apparso sui principali canali di notizie come analisti militari, commentando la guerra in Iraq a loro favore.. Ha scritto: "Registrazioni e interviste mostrano come l'amministrazione Bush abbia usato il suo controllo sull'accesso alle informazioni per trasformare gli analisti in una sorta di cavallo di Troia dei media - uno strumento progettato per modellare il terrorismo dalle principali reti televisive e radiofoniche". Sebbene il Pentagono abbia inizialmente rilasciato una dichiarazione in cui riprende il programma, i rappresentanti dell'ufficio dell'ispettore generale del Pentagono hanno successivamente affermato che aveva alcune carenze e la dichiarazione è stata ritirata.
Barstow e Alejandra Xanic von Bertrab hanno condiviso il Premio Pulitzer per la cronaca investigativa e il Premio Gerald Loeb per il giornalismo d'affari investigativo (rivelando come Wal-Mart abbia usato la corruzione per dominare il mercato messicano).
Secondo i suoi rapporti del New York Times il futuro presidente Donald Trump e la sua famiglia hanno evitato di pagare circa mezzo miliardo di dollari in tasse, Barstow ha condiviso il Premio Pulitzer 2019 per i servizi esplicativi con Susanne Craig e Rus Butner.